# Puchar Beskidów 1970
Puchar Beskidów 1970 – trzynasta edycja zawodów o ten puchar. Odbyta została w dniach 16–18 stycznia. Gospodarzem pucharu w tym roku było Zakopane, bo w tym samym czasie w Wiśle i w Szczyrku panowały złe warunki pogodowe. Klasyfikację generalną zwyciężył Tadeusz Pawlusiak, któremu udało się wygrać oba konkursy. Na drugim stopniu podium znalazł się Stanisław Gąsienica-Daniel, a za nim utytułowany już w tym pucharze, oraz zwycięzca poprzedniej edycji Józef Przybyła.

## Terminarz
Na podstawie danych [1]
| Lp | Data             | Miejscowość | Skocznia       | Uwagi | 1. miejsce        | 2. miejsce                 | 3. miejsce     |
| -- | ---------------- | ----------- | -------------- | ----- | ----------------- | -------------------------- | -------------- |
| 1. | 16 stycznia 1970 | Zakopane    | Wielka Krokiew | [ 1 ] | Tadeusz Pawlusiak | Stanisław Gąsienica-Daniel | Józef Przybyła |
| 2. | 18 stycznia 1970 | Zakopane    | Wielka Krokiew | [ 1 ] | Tadeusz Pawlusiak | Stanisław Gąsienica-Daniel | Józef Przybyła |

## Wyniki zawodów

### Zakopane(16.01.1970)
| Msc.  | Zawodnik                   | I seria | II seria | Punkty |
| ----- | -------------------------- | ------- | -------- | ------ |
| 1.    | Tadeusz Pawlusiak          | 99,5 m  | 96,0 m   | 222,0  |
| 2.    | Stanisław Gąsienica-Daniel | 99,5 m  | 94,5 m   | 218,9  |
| 3.    | Józef Przybyła             | 98,0 m  | 97,5 m   | 218,0  |
| 4.    | Josef Kraus                | 97,0 m  | 93,0 m   | 210,3  |
| 5.    | Branko Dolhar              | 96,0 m  | 94,0 m   | 207,3  |
| 6.    | Bohuslav Novák             | 94,0 m  | 94,0 m   | 203,5  |
| 7.    | Stanisław Kubica           | 94,5 m  | 89,5 m   | 197,9  |
| 8.    | Einar Bekken               | 90,5 m  | 90,5 m   | 196,7  |
| 9.    | Drago Pudgar               | 90,5 m  | 93,5 m   | 195,4  |
| 10.   | Ryszard Witke              | 90,5 m  | 90,5 m   | 194,2  |
| . . . |                            |         |          |        |

### Zakopane(18.01.1970)
| Msc.  | Zawodnik                   | I seria | II seria | Punkty |
| ----- | -------------------------- | ------- | -------- | ------ |
| 1.    | Tadeusz Pawlusiak          | 100,5 m | 99,5 m   | 230,8  |
| 2.    | Stanisław Gąsienica-Daniel | 102,0 m | 96,5 m   | 229,5  |
| 3.    | Józef Przybyła             | 100,0 m | 98,0 m   | 224,0  |
| 4.    | Bohuslav Novák             | 94,5 m  | 94,0 m   | 206,7  |
| . . . |                            |         |          |        |
| 10.   | Jindřich Balcar            | 91,5 m  | 91,0 m   | 191,3  |
| . . . |                            |         |          |        |

## Klasyfikacja generalna
| Miejsce | Zawodnik                   | Punkty |
| ------- | -------------------------- | ------ |
| 1.      | Tadeusz Pawlusiak          | 452,8  |
| 2.      | Stanisław Gąsienica-Daniel | 443,4  |
| 3.      | Józef Przybyła             | 442,0  |
| 4.      | Bohuslav Novák             | 410,2  |
| 5.      | Branko Dolhar              | 405,7  |
| 6.      | Józef Harmata              | 389,4  |
| 7.      | Stanisław Kubica           | 384,5  |
| . . .   |                            |        |